# Chất cải tạo đất
Chất cải tạo đất, chất sửa đổi đất (soil amendments), chất cải thiện đất (soil improvements), chất điều hòa đất hay chất dưỡng đất (soil conditioner) là chất được thêm vào đất để cải thiện (hay cải tạo) chất lượng đất, bao gồm khả năng cung cấp dinh dưỡng cho cây trồng, độ phì đất (soil fertility), và cơ học đất. Các chất này bao gồm một loạt các loại phân bón và nguyên liệu phi hữu cơ.
Chất này có thể được sử dụng để cải thiện đất nghèo, hoặc xây dựng lại đất đã bị hư hại do quản lý đất trồng không đúng cách. Chúng có thể làm cho đất nghèo có thể sử dụng nhiều hơn và có thể được sử dụng để duy trì đất trong điều kiện cao điểm.

## Thành phần
Một loạt các vật liệu đã được mô tả là chất điều hòa đất do khả năng cải thiện chất lượng đất. Một số ví dụ bao gồm than sinh học, bột xương, bột máu, bã cà phê, phân hữu cơ, trà compost, xơ dừa, phân, rơm, than bùn, rêu sphagnum, vermiculite, lưu huỳnh, vôi nông nghiệp, polyme thấm nước (hydroabsorbant polymers), và bùn thải được xử lý sinh học (biosolids).
Nhiều chất điều hòa đất có dạng sản phẩm hữu cơ được chứng nhận hữu cơ, dành cho những người quan tâm đến việc duy trì cây trồng hữu cơ hoặc vườn hữu cơ. Chất có hầu hết mọi mô tả đều có sẵn từ các cửa hàng trực tuyến hoặc vườn ươm địa phương cũng như các cửa hàng cung cấp vườn.

## Mục đích

### Kết cấu đất
Việc sử dụng phổ biến nhất của điều hòa đất là cải thiện cấu trúc đất. Đất có xu hướng bị nén chặt theo thời gian. Nén đất (soil compaction) cản trở sự phát triển của rễ, làm giảm khả năng của cây để lấy chất dinh dưỡng và nước. Điều hòa đất có thể thêm nhiều gác xép và kết cấu làm cho đất tơi xốp, lỏng lẻo.

### Dinh dưỡng trong đất
Trong nhiều thế kỷ, người ta đã thêm những thứ vào đất nghèo để cải thiện khả năng hỗ trợ sự phát triển của cây khỏe mạnh. Một số vật liệu này, như phân hữu cơ, đất sét và than bùn, vẫn còn được sử dụng rộng rãi cho đến ngày nay. Nhiều chất cải tạo đất cũng bổ sung các chất dinh dưỡng như carbon và nitơ, cũng như các vi khuẩn có lợi.
Các chất dinh dưỡng bổ sung, chẳng hạn như calci, magnesi và phosphor, cũng có thể được tăng cường bằng cách sửa đổi. Điều này làm giàu đất, cho phép thực vật phát triển lớn hơn và mạnh hơn.

### Trao đổi ion
Chất sửa đổi đất cũng có thể làm tăng đáng kể khả năng trao đổi ion (gồm anion và cation) của đất. Đất đóng vai trò là kho chứa chất dinh dưỡng cho cây trồng. Khả năng tương đối của đất để lưu trữ một nhóm chất dinh dưỡng cụ thể, các cation, được gọi là khả năng trao đổi cation (Cation-exchange capacity - CEC). Các cation đất phổ biến nhất là calci, magnesi, kali, amoni, hydro, và natri.
Tổng số cation mà đất có thể giữ, tổng điện tích âm của nó, là khả năng trao đổi cation của đất. CEC càng cao, điện tích âm càng cao và càng có nhiều cation có thể được giữ và trao đổi với rễ cây, cung cấp cho chúng dinh dưỡng cần thiết.

### Giữ nước
Chất điều hòa đất có thể được sử dụng để cải thiện khả năng giữ nước ở những vùng đất khô, thô, không giữ nước tốt. Việc bổ sung vật liệu hữu cơ chẳng hạn có thể cải thiện đáng kể khả năng giữ nước của đất cát (sandy soil) và chúng có thể được thêm vào để điều chỉnh độ pH của đất để đáp ứng nhu cầu của các loại cây cụ thể hoặc làm cho đất có tính axit hoặc kiềm cao để có thể hữu dụng hơn.

## Ứng dụng
Chất điều hòa đất có thể được áp dụng theo một số cách. Một số được làm việc với đất bằng máy xới đất trước khi trồng. Còn lại được áp dụng sau khi trồng, hoặc định kỳ trong mùa sinh trưởng. Thử nghiệm đất (soil test) nên được thực hiện trước khi áp dụng điều hòa đất để tìm hiểu thêm về thành phần và cấu trúc của đất. Thử nghiệm này sẽ xác định chất điều hòa nào sẽ phù hợp hơn với các điều kiện đất có sẵn.

## Mối quan tâm sinh thái
Mặc dù thêm một chất điều hòa đất vào cây trồng hoặc vườn có vẻ như là một cách tuyệt vời để có được những cây khỏe mạnh hơn, việc áp dụng quá mức một số chất sửa đổi có thể gây ra các vấn đề sinh thái. Ví dụ, muối, nitơ, kim loại và các chất dinh dưỡng khác có trong nhiều chất sửa đổi đất không có hiệu quả hoặc phản tác dụng khi được bổ sung quá mức, và thực sự có thể gây bất lợi cho sức khỏe cây trồng gây hiện tượng bỏng phân bón (fertilizer burn). Dòng chảy mặt (runoff) của các chất dinh dưỡng dư thừa vào đường thủy cũng xảy ra, có hại cho chất lượng nước và thông qua nó gây ảnh hưởng môi trường.